# Ligne de Iisalmi à Kontiomäki
La ligne de Iisalmi à Kontiomäki (finnois : Iisalmi-Kontiomäki-rata)  est une ligne de chemin de fer, à voie unique, du réseau de chemin de fer finlandais qui relie la ville de Iisalmi et l'agglomération de Kontiomäki.

## Histoire
La ligne Iisalmi–Kontiomäki est la section du réseau ferroviaire finlandais allant d'Iisalmi à Kontiomäki via Kajaani. 
La section d'Iisalmi à Kajaani a été achevée en 1904 et le reste jusqu'à Kontiomäki en 1923. 
L'électrification de la ligne a été achevée le 1er octobre 2006.

## Infrastructure

### Ligne
La ligne a une longueur de 108,4 kilomètres.